# Кредитный кооператив
Кредитный кооператив (кредитный союз или кооперативный банк) — некоммерческая финансовая организация, специализирующаяся на финансовой взаимопомощи путём предоставления ссудо-сберегательных услуг своим пайщикам (вкладчикам). Разновидность потребительских кооперативов. Образуются для взаимного кредитования и сбережения денежных средств своих членов.
По размещению денежных средств — является аналогом банковского вклада с повышенным коэффициентом (Базовый стандарт на 2021 год — 2,0 от Ключевой Ставки). В отличие от вкладов в банке, вклады в кредитном кооперативе не защищены. Риск для вкладчика потерять все свои деньги крайне высок.

## Кредитные кооперативы в разных странах

### Россия
В России кредитные союзы создаются в виде кредитных потребительских кооперативов. В соответствии с Федеральным законом № 190-ФЗ от 18 июля 2009 года «О кредитной кооперации» кредитным потребительским кооперативом называется добровольное объединение физических и (или) юридических лиц на основе членства и по территориальному, профессиональному и (или) иному принципу в целях удовлетворения финансовых потребностей членов кредитного кооператива (пайщиков).
Законом также выделяется два типа кредитных кооперативов:
- кредитный потребительский кооператив граждан — кредитный кооператив, членами которого являются исключительно физические лица;
- кредитный кооператив второго уровня — кредитный кооператив, членами которого являются исключительно кредитные кооперативы.

#### История
Первые кредитные кооперативы появились в Российской Империи во второй половине XIX века. Первоначально кредитные кооперативы учреждались в виде обществ взаимного кредита или ссудо-сберегательных товариществ. После принятия в 1895 году Положения об учреждениях мелкого кредита, кредитные кооперативы стали учреждаться в виде кредитных товариществ.
В начале XX века кредитные кооперативы получили наиболее широкое развитие на территории Российской Империи. Так общества взаимного кредита стали наиболее распространенным видом банковских учреждений. Так, на 1 января 1914 года в Российской империи вело деятельность 1117 обществ взаимного кредита и свыше 13 ссудо-сберегательных и кредитных товариществ, объединявших более 8,3 миллионов участников. В 1917 Временное правительство приняло положение «О кооперативных товариществах и их союзах» — основной закон, регулирующий деятельность всех видов кооперативов, включая ссудо-сберегательные и кредитные товарищества.
После 1917 года кредитные кооперативы были ликвидированы. Общества взаимного кредита были ликвидированы по приказу Наркомфина РСФСР. Ссудо-сберегательные и кредитные товарищества в 1920 году были объединены с потребительскими обществами.
После введения новой экономической политики (НЭП) и восстановления свободного товарооборота и денежного хозяйства перед правительством РСФСР и других Советских Республик стала задача организации кредитной системы, которая могла бы охватить все многообразные стороны народного хозяйства страны.
Возрождение деятельности кредитных кооперативов было положено декретом ВЦИК от 24 января 1922 г. «О кредитной кооперации».
Первым в РСФСР открыло своё действие 1 июня 1922 года Петроградское общество взаимного кредита, затем переименованное в Первое Общество Взаимного Кредита в г. Ленинграде.
2 сентября 1922 года Советом Труда и Обороны был утвержден нормальный (типовой) устав общества взаимного кредита и одновременно с этим было поручено Народному комиссариату финансов РСФСР в дальнейшем разрешать общества взаимного кредита, если уставы их не будут иметь существенных отступлений от нормального устава.
Вслед за этим началось создание новых обществ взаимного кредита как в крупных торгово-промышленных центрах, так и в других губернских и уездных городах, и даже в крупных селах. Наибольшее количество обществ взаимного кредита в 1927 году приходилось на города уездного и окружного значения.
Окончательная ликвидация кредитных кооперативов произошла в начале 1930-х годов в ходе реформы финансовой системы в СССР.
В начале 1990-х годов в Российской Федерации появились первые кредитные кооперативы. Активный рост кредитных кооперативов начался в начале 2000-х годов, после принятия специализированного законодательства о кредитных кооперативах.
Регулирование деятельности кредитных потребительских кооперативов осуществляет Банк России.
На практике подавляющее большинство кредитных кооперативов в России закрываются, не выплатив никаких компенсаций вкладчикам.

### США
Первые кредитные союзы появились в 1930-х. До середины XX века кредитные союзы в США обладали небольшими активами, которые не превышали, как правило, 100 тыс. долл. При этом численность пайщиков составляла в среднем не более 500 человек, постоянный персонал насчитывал 1-2 сотрудника (директор и бухгалтер). Спектр оказываемых ими услуг был также очень ограничен: выдача займов без обеспечения и прием личных сбережений пайщиков. С 1950-х годов началось стремительное развитие кредитных союзов в США в количественном и качественном отношении.
В 2008 г. в США было зарегистрировано 7969 кредитных потребительских кооперативов граждан, в которых состояло свыше 70 млн пайщиков. Данными организациями было принято 700 млрд долл. сбережений и выдано кредитов на сумму 600 млрд долл.
Основное преимущество кредитных союзов заключается в прозрачности, подконтрольности, управляемости для пайщиков, в чуть более низком проценте по займу (в том числе ипотечному займу, с оговорками) и чуть более высоком проценте по вкладам в целом, в отличие от банков.
В результате складывается обстановка, что взять деньги в долг в кредитном союзе весьма просто: они выдаются по первому требованию при наличии денежных средств в кассе и без обеспечения. Деньги передаются заемщику, как правило, в день его обращения. Для членов союза кредитный союз обеспечивает, таким образом, преимущества, которые не может дать ни одна другая кредитная организация или банк. Платежеспособность членов учитывается более жестко и перед предоставлением кредита требуют обоснования его окупаемости.
В кредитных союзах США своевременный и полный возврат займов — явление обычное. Невозвращенные и просроченные займы составляют не более 3% от общей их суммы.
Помимо ссудо-сберегательных операций, кредитные союзы США осуществляют и некоторые другие функции в интересах своих членов.
Кредитные союзы в США строго регулируются правительственными организациями (NCUA, Национальная администрация кредитных союзов) и рядом законов.

### Канада
В Канаде более 100 лет функционирует кооперативное движение «Дежарден».

## Законодательные акты
- Федеральный закон № 190-ФЗ от 18.07.2009 г. «О кредитной кооперации»
- Федеральный закон № 117-ФЗ от 07.08.2001 г. «О кредитных потребительских кооперативах граждан» (утратил силу)
- Федеральный закон № 193-ФЗ от 08.12.1995 г. «О сельскохозяйственной кооперации»
- Постановление Правительства Российской Федерации от 29 августа 2011 г. N 717 г. Москва «О некоторых вопросах государственного регулирования в сфере финансового рынка Российской Федерации» (утратил силу)